# Untîlivka, Rozdilna
Untîlivka (în ucraineană Унтилівка) este un sat în comuna Zaharivka din raionul Rozdilna, regiunea Odesa, Ucraina.

## Demografie
Componența lingvistică a localității Untîlivka
     Ucraineană (97,73%)
     Rusă (2,27%)
Conform recensământului din 2001, majoritatea populației localității Untîlivka era vorbitoare de ucraineană (97,73%), existând în minoritate și vorbitori de rusă (2,27%).